# Лопатоніс білий
Лопатоніс білий (Scaphirhynchus albus) — риба родини осетрових, роду лопатоносих. Є ендеміком вод Міссісіпі та її притоки Міссурі. Названий на честь свого білого забарвлення. Білий лопатоніс за способом життя схожий з лопатоносом звичайним (Scaphirhyncus platorhynchus), але набагато більший, в середньому довжина від 80 до 160 см, а вага до 39 кг. Виник під час крейдяного періоду 70 млн років тому.
Це зникомий вид Променеперих риб, є ендемічним видом для вод низьковин басейну річки Міссісіпі та її притоку Міссурі, розташованих у Сполучених Штатах. Названий через своє бліде забарвлення, блідий осетер є представником родини осетрових (Scaphirhyncus platorhynchus), але набагато більше, в середньому довжина складає між 30 і 60 дюймами (76 і 152 см) а середня вага — 85 фунтів (39 кг) у дорослому стані. Блідий осетер росте 15 років, щоб досягти зрілості, але потомство дає нечасто. Може жити до ста років. Цей вид родини осетрових риб, який з'явився під час крейдяного періоду, 70 мільйонів років тому, практично не змінився. Він вважається реліктом епохи динозаврів.
У 1990 році у США служба риби та дичини віднесла білого осетра до списку зникомих видів, бо мало хто з молодих особин, які були помічені в попередньому десятилітті, вижив. Цей вид зараз усе рідше можна побачити в дикій природі. Це були перший з видів риб в зоні річки Міссурі, що були занесені в Червону книгу, і втрата їм середовища існування, як вважають, може призвести до зниження чисельності. Більша частина водних ресурсів системи річки Міссурі була спрямована на роботу гребель, тим самим зменшивши відкладення гравію у тиховодних бічних каналах, а він, як відом, сприяв захисту ікри під час нересту. До середини 20-го століття, блідий осетер був поширений, тому рибалки знайшли, що вилов такої великої риби в прісній воді досить вигідний. Вид вважається гарним на смак, також в їжу йде і його ікра, хоч і не так часто, як у більшості інших осетрових риб.
Зусилля щодо запобігання вимирання цього виду дали скромний, але важливий успіх. Блідий осетер активно розводиться в десятках риборозплідників, а потомство щороку випускається назад до дикої природи. Щоб краще зрозуміти поведінку блідого осетрова, дослідники імплантують їм передавачі GPS, щоб відстежувати їх переміщення і визначити можливі місця нерестовищ. Федеральні і державні установи працюють разом, щоб поліпшити середовище проживання шляхом відновлення нерестовищ. Ціль відновлення — щоб вид вижив у дикій природі.